# 조하르 (소말리아)
조하르(소말리어: Jowhaar, 아랍어: جوهر)는 소말리아 샤벨라하데헤 주의 주도로, 높이는 100m, 인구는 약 62,000명(2010년 기준)이다. 모가디슈(소말리아의 수도)에서 북쪽으로 약 90km 정도 떨어진 곳에 위치하며 시 북부에는 공항이 있다.